# Кастрен, Роберт
Ро́берт Кастре́н (швед. Robert Castrén; 16 августа 1851 — 30 августа 1883) — финский публицист. Сын филолога Матиаса Александра Кастрена (1813—1853).
Окончил университет Хельсинки как филолог и правовед. Был редактором газеты «Helsingfors Dagbald», в которой защищал программу либеральной партии, стремящейся к примирению двух боровшихся в Финляндии течений — тяготеющих к шведскому и собственно финскому началу. Кастрен напечатал несколько исторических исследований, появившихся сначала в журнале «Finsk Tidskrift», а затем в отдельных изданиях (среди прочих, очерк о Матиасе Колониусе, первом прокураторе Финляндии, и о финляндской депутации 1808), а в последние годы жизни издал целую серию очерков из истории Финляндии, куда входили и его прежние сочинения. Сборник этих очерков под заглавием «Skildringar ur Finlands nyare historia» (Хельсинки, 1881). На сейме Кастрен был депутатом от города Нюкарлебю.
Сын Роберта Кастрена, Гуннар Кастрен (1878—1959), был литературоведом, профессором Хельсинкского университета.